# Soera De Berg
Soera De Berg is een soera van de Koran.
De soera is vernoemd naar de eerste aya waar een berg genoemd wordt. De soera spreekt over het Laatste Oordeel, over het Paradijs en over de verschillende beweringen van de ongelovigen. De gelovigen moeten echter volharden en geduldig wachten op het oordeel van God.

## Bijzonderheden
At-Tur is de berg waar Musa met God heeft gesproken, zoals te vinden is in het Bijbelse Boek Exodus. Tur in het Aramees betekent eveneens berg. Het boek waarover in de tweede aya gesproken wordt is de Thora.